# Церковь Святой Софии (Несебыр)
Церковь Святой Софии — трёхнефная базилика конца V (после 451)— начала VI века в Несебыре, сохранившееся здание относится к реконструкции IX века или, по другой версии, VII – VIII веков.
Общая длина 25,5 м. Ширина 20,2 м. Разделяется на нефы двумя рядами по пять столбов. Средний неф шириной 9,3 м завершается на востоке большой крытой апсидой — изнутри цилиндрической, снаружи трёхгранной.
Настоящий свой вид получила в начале IX века. Базилика являлась частью комплекса — резиденции митрополита Несебрского.